# The Aviary
The Aviary es el segundo álbum de estudio del dúo sueco de música dance y electropop Galantis. Fue lanzado al mercado el 15 de septiembre de 2017, a través de Big Beat Records y Atlantic Records, y cuenta con colaboraciones con Reece Bullimore, Hook n Sling, Hannah Wilson y Wrabel.
El 16 de febrero de 2017, el dúo lanzó el sencillo "Rich Boy" junto con su vídeo lírico dirigido por We Wrk Wknds. Adicionalmente se anunció del álbum y se dijo que "Rich Boy" sería excluido de la lista de canciones que incluiría su nuevo proyecto musical. El álbum estuvo disponible para pre-ordenar el 12 de julio de 2017.

## Sencillos
El 1 de abril de 2016, se lanzó el sencillo "No Money", que se convirtió en su primer sencillo en debutar en el Billboard Hot 100 de los Estados Unidos. El 5 de agosto de 2016, lanzaron independientemente el sencillo "Make Me Feel" para la banda sonora de la película original de Netflix, XOXO.
El 30 de septiembre de 2016, Galantis y Hook n Sling lanzaron el sencillo "Love on Me" seguido de un video musical para la pista el 4 de octubre de 2016, dirigido por Dano Cerny. El 15 de diciembre de 2016, lanzaron un video lírico para "Pillow Fight", con el que  la banda ha dicho "trae de vuelta el corazón original y las raíces de Galantis". El 5 de mayo de 2017, el dúo lanzó el sencillo "Hunter", acompañado por un video musical que ya ha sido filmado.

### Promocionales
El 12 de julio de 2017, se anunció en las redes sociales que el segundo álbum de estudio de Galantis se titularía The Aviary, acompañado por el lanzamiento del sencillo promocional titulado "True Feeling" . La canción "Girls on Boys", una colaboración con la cantante y compositora estadounidense Rozes, fue lanzada como el segundo sencillo promocional el 1 de septiembre de 2017.

## Lista de canciones
| The Aviary |                                               | |                                                         |          |  |
| N.º        | Título                                        | Escritor(es)                                                                                                 | Productor(s)                                            | Duración |  |
| 1.         | «True Feeling»                                | Candy Shields Stephen Wrabel Christian Karlsson Jimmy Koitzsch Linus Eklow Henrik Jonback                    | Galantis Svidden Jonback                                | 3:58     |  |
| 2.         | «Hey Alligator»                               | Karlsson John Newman Koitzsch Bonnie McKee Jonback                                                           | Galantis Svidden Jonback                                | 3:29     |  |
| 3.         | «Girls on Boys» (with Rozes)                  | Karlsson Koitzsch Eklow Afshin Salmani Elizabeth Mencel Toby Gad Jonback Remus Cantoreggi Josh Cumbee        | Galantis Gad AFSHeeN Cumbee                             | 2:59     |  |
| 4.         | «Salvage (Up All Night)» (featuring Poo Bear) | Karlsson Koitzsch Eklow Jason Boyd Jonback                                                                   | Galantis Svidden Jonback Poo Bear                       | 3:17     |  |
| 5.         | «Tell Me You Love Me»                         | Karlsson Koitzsch Eklow Sarah Aarons Robert Michael Bergin Eddie Jenkins Jonback                             | Galantis Throttle Svidden Jonback                       | 3:10     |  |
| 6.         | «Hello»                                       | Karlsson Koitzsch Eklow Jacob Kasher Hindlin Eric Frederic Ammar Malik Jonback Ross Golan                    | Galantis Svidden Jonback                                | 3:43     |  |
| 7.         | «Hunter»                                      | Karlsson Koitzsch Joshua Wilkinson Hannah Wilson Eklow Ki Fitzgerald Jonback                                 | Galantis Svidden Jonback Wilkinson Fitzgerald           | 3:04     |  |
| 8.         | «Written in the Scars» (featuring Wrabel)     | Karlsson Koitzsch Eklow Shields Wrabel Jonback                                                               | Galantis Svidden Jonback Drew Pearson                   | 3:23     |  |
| 9.         | «Call Me Home»                                | Karlsson Koitzsch Eklow Sam Martin Jonback                                                                   | Galantis Svidden Jonback Martin                         | 3:25     |  |
| 10.        | «Love on Me» (with Hook n Sling)              | Richard Boardman Sarah Blanchard Laura White Cathy Dennis Eklow Karlsson Koitzsch Jonback Anthony Maniscalco | Galantis Hook n Sling Svidden Jonback                   | 3:25     |  |
| 11.        | «Pillow Fight»                                | Karlsson Koitzsch Eklow Wilson Jonback [ 10 ]                                                                | Galantis Svidden Jonback                                | 3:17     |  |
| 12.        | «No Money»                                    | Karlsson Eklow Koitzsch Jonback Andrew Bullimore Nicholas Gale                                               | Galantis Svidden Jonback Digital Farm Animals Bullimore | 3:10     |  |

| The Aviary – Edición japonesa (bonus tracks) |                                               |                                                                              |                                                         |          |  |
| N.º                                          | Título                                        | Escritor(es)                                                                 | Productor(s)                                            | Duración |  |
| 13.                                          | «Love on Me» (with Hook n Sling) (CID Remix)) | Boardman Blanchard White Dennis Eklow Karlsson Koitzsch Jonback Hook n Sling | Galantis Hook n Sling Svidden Jonback                   |          |  |
| 14.                                          | «Hunter» (Henry Fong Remix)                   | Karlsson Koitzsch Joshua Wilkinson Wilson Eklow Fitzgerald Jonback           | Galantis Svidden Jonback Wilkinson Fitzgerald           |          |  |
| 15.                                          | «No Money» (Dillon Francis Remix)             | Karlsson Eklow Koitzsch Jonback Bullimore Gale                               | Galantis Svidden Jonback Digital Farm Animals Bullimore |          |  |

Notas
- La pista 1 cuenta con la voz sin acreditar de Wrabel.
- La pista 2 cuenta con la voz sin acreditar de Bonnie McKee.
- La pista 3 cuenta con la voz  de Rozes.
- La pista 4 cuenta con la voz de Poo Bear.
- La pista 5 es una colaboración con Throttle y cuenta con voces sin acreditar de Sarah Aarons.
- La pista 6 cuenta con la voz sin acreditar de Ross Golan.
- La pista 7 cuenta con la voz sin acreditar de Hannah Wilson.
- La pista 8 cuenta con la voz de Wrabel.
- La pista 9 cuenta con la voz sin acreditar de Sam Martin.
- La pista 10 es una colaboración entre Hook n Sling y cuenta con la voz sin acreditar de Laura White y Cathy Dennis.
- La pista 11 cuenta con la voz sin acreditar de Hanna Wilson.
- La pista 12 cuenta con la voz sin acreditar de Reece Bullimore.

## Posicionamiento
| Lista (2017)                          | Mejor posición |
| ------------------------------------- | -------------- |
| Australia (ARIA)                      | 40             |
| Canadá (Billboard Canadian Albums)    | 47             |
| New Zealand Heatseekers Albums (RMNZ) | 4              |
| Reino Unido (UK Albums Chart)         | 58             |
| Estados Unidos (Billboard 200)        | 102            |